# Călțun-Lespezi
Călțun-Lespezi (węg. Leszpez-csúcs) – szczyt w Górach Fogaraskich (rum. Munții Făgăraș), w Karpatach Południowych. Leży w centralnej Rumunii. Jest czwartym co do wysokości szczytem całej Rumunii.

## Bibliografia

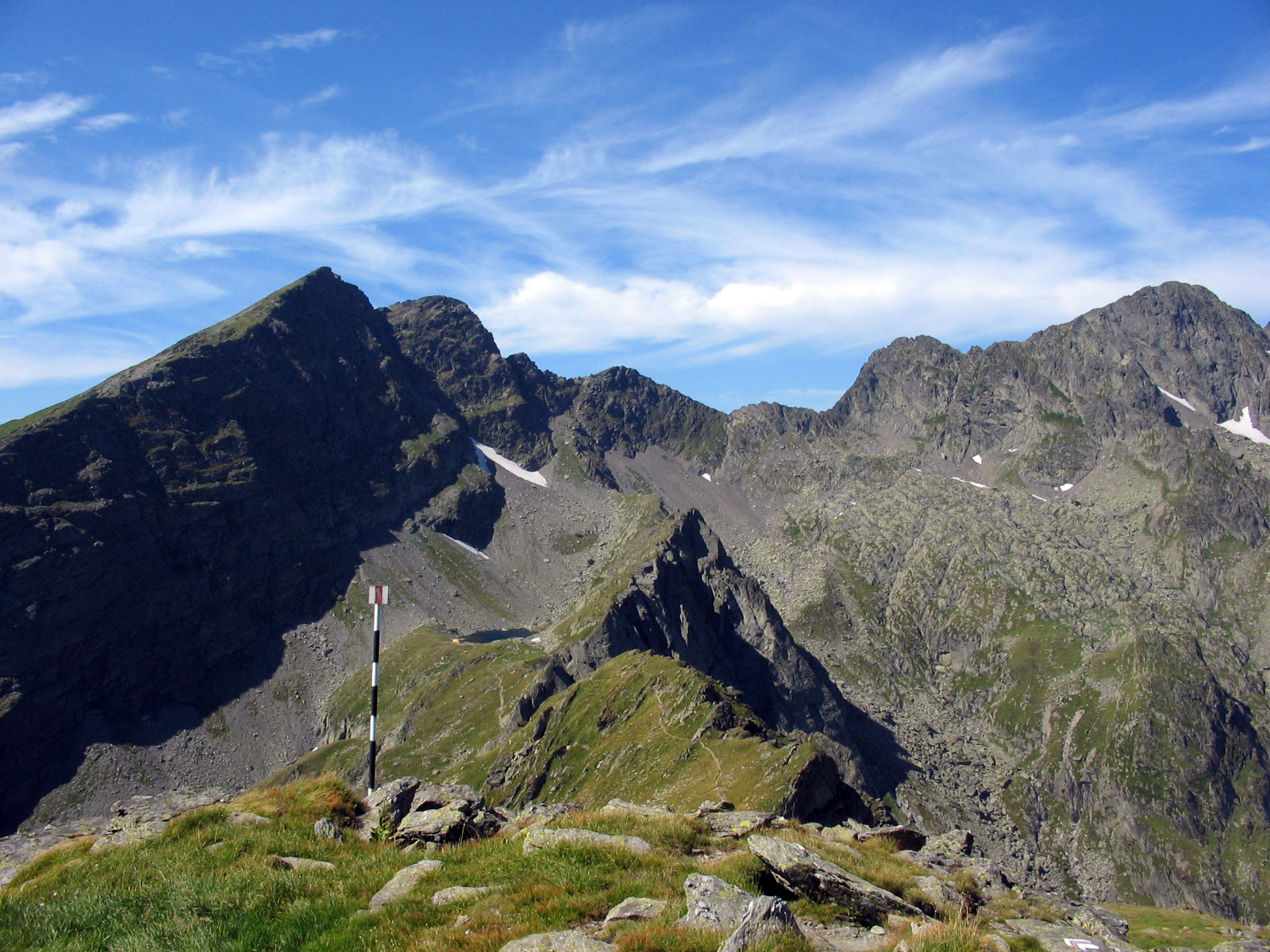
Călţun-Lespezi i Negoiu od strony wschodniej